# La Passe du diable
Pour plus de détails, voir Fiche technique et Distribution.
La Passe du Diable est un film français coréalisé par Jacques Dupont et Pierre Schoendoerffer, sorti en 1956.

## Synopsis
Alors que son grand frère Mokhi refuse de l'emmener au grand jeu de bouzkachi de Kaboul, auquel il va participer pour représenter la province de Kataghan, le jeune Rahim décide de s'y rendre par ses propres moyens. Guidé par l'ange de la mort, Azraël, Rahim parvient difficilement à Kaboul. Là, humilié par un autre cavalier, Ouroz, Rahim ronge la sangle du cheval de ce dernier. Mais c'est Mokhi qui monte le cheval. S'élançant pour le prévenir alors que le jeu a commencé, l'enfant meurt piétiné par les cavaliers, tandis que Mokhi remporte le bouzkachi sans que la sangle ait cédé.

## Fiche technique
- Titre : La Passe du Diable
- Réalisation : Jacques Dupont et Pierre Schoendoerffer
- Scénario : Joseph Kessel
- Photographie : Raoul Coutard
- Musique : Richard Cornu
- Montage : Marcelle Lioret
- Producteur : Georges de Beauregard
- Affiche : Boris Grinsson (France)

## Distribution
- Jean Négroni : Récitant
- Mokhi
- Uroz
- Azra
- Rhalil
- Rahim

## Commentaires
Tourné en 1956 en Afghanistan, sur le thème du bouzkachi, avec des cavaliers locaux dans les principaux rôles, le film est sorti dès 1956 dans les festivals, le film n'a été lancé commercialement qu'en 1958 et la sortie commerciale française ne fut effective qu'en 1959. Jacques Dupont est le réalisateur du film, en collaboration avec Pierre Schoendoerffer, sur un scénario et des dialogues de Joseph Kessel. Sorti major de l'IDHEC en 1945, Dupont avait déjà une solide expérience du cinéma en terrain difficile, avec notamment Crèvecœur (1955), film tourné avec le Bataillon français de Corée, dont les volontaires jouaient leur propre rôle tout en combattant. Sur La Passe du Diable, Schoendoerffer n'était en fait que son second, car il n'avait jamais réalisé de longs-métrages auparavant.
L'écrivain et journaliste Joseph Kessel est à l'origine de ce film. En effet, il se lie d'amitié avec le jeune Pierre Schoendoerffer au cours d'un précédent reportage en Birmanie, sur la trace des pierres précieuses. Schoendoerffer qui justifie d'un parcours déjà bien aventureux, se rêve alors en cinéaste. Kessel lui, songe à un voyage vers les steppes de l'Afghanistan mais se heurte à une nouvelle réalité : les grands journaux ne financent plus l'envoi d'un reporter des mois à l'autre bout du globe. Le meilleur prétexte trouvé pour financer une expédition longue est le tournage d'un film. Kessel convainc Georges de Beauregard, un jeune producteur promis à un bel avenir (il produira plus tard A bout de Souffle, Le Mépris, Lola, Doulos, ou encore Le Crabe tambour), de se joindre au projet. Plus difficile est l'obtention du soutien du Centre national de la cinématographie française, qui rechigne à autoriser un Kessel et un Schoendoerffer inexpérimentés à réaliser leur première œuvre. L'immense renommée de Kessel contribue à persuader l'institution qui impose toutefois au duo d'être « chaperonné » par Jacques Dupont, réalisateur chevronné.
Le récit de Kessel Le Jeu du roi situé en Afghanistan, raconte la genèse et le tournage de ce film. Quant à son chef-d'œuvre, Les cavaliers (qui sera lui-même adapté au cinéma en 1971 dans le film Les Cavaliers par John Frankenheimer, avec Omar Sharif et Jack Palance), il s'enracine avec force dans un Afghanistan dont il tombe fou amoureux, et narre l'épopée sublime de quelques Tchopendoz, cavaliers de bouzkachi. Les différents récits que Joseph Kessel tire du voyage amènent les premiers touristes à découvrir ce royaume paisible et accueillant, victorieux de la tutelle britannique et qui ne connaît pas encore l'invasion soviétique.

## Récompenses et distinctions
- Festival de Berlin (1958) : prix du Sénat de Berlin chargé de l'éducation populaire, nommé dans la catégorie Meilleur long-métrage documentaire ou culturel.
- Prix Pellmann
- « C'est de la ..., enfin votre film est dégueulasse ». Propos de Jean-Luc Godard tenus devant le personnel de la Fox à la préprojection du film, rapportés par Georges de Beauregard, qui ajoute : « Alors de là est née notre amitié ».